# Мурсалова Ельвіра
Ельвіра Мурсалова (рос. Эльвира Мурсалова; нар. 25 жовтня 1982, Каспійськ, Дагестанська АРСР, РРФСР, СРСР) — азербайджанська і російська борчиня вільного стилю, бронзова призерка чемпіонату світу, срібна призерка чемпіонату Європи.

## Життєпис
Боротьбою займається з 1994 року. На початку своєї спортивної кар'єри виступала за збірну Росії. Ставала у її складі чемпіонкою світу серед кадетів (1998) і бронзовою призеркою чемпіонату Європи серед юніорів (2002).
Тренери Курбан Курбанов, Ельшад Аллахвердієв.

## Спортивні результати на міжнародних змаганнях

### Виступи на Чемпіонатах світу
| Змагання                        | Збірна      | Вагова категорія          | Місце  |
| ------------------------------- | ----------- | ------------------------- | ------ |
| Чемпіонат світу з боротьби 2008 | Азербайджан | жіноча боротьба, до 59 кг | Бронза |

### Виступи на Чемпіонатах Європи
| Змагання                         | Збірна      | Вагова категорія          | Місце  |
| -------------------------------- | ----------- | ------------------------- | ------ |
| Чемпіонат Європи з боротьби 2008 | Азербайджан | жіноча боротьба, до 59 кг | Срібло |

### Виступи на інших змаганнях
| Змагання                         | Збірна      | Вагова категорія          | Місце  |
| -------------------------------- | ----------- | ------------------------- | ------ |
| Золотий Гран-прі з боротьби 2008 | Азербайджан | жіноча боротьба, до 59 кг | Бронза |
| Золотий Гран-прі з боротьби 2009 | Азербайджан | жіноча боротьба, до 59 кг | Бронза |

### Виступи на змаганнях молодших вікових груп
| Змагання                                       | Збірна | Вагова категорія          | Місце  |
| ---------------------------------------------- | ------ | ------------------------- | ------ |
| Чемпіонат Європи з боротьби серед юніорів 2002 | Росія  | жіноча боротьба, до 58 кг | Бронза |
| Чемпіонат світу з боротьби серед кадетів 1998  | Росія  | жіноча боротьба, до 60 кг | Золото |